# Ancien tribunal de Payerne
L'ancien tribunal de Payerne est un ancien tribunal et un ancien hôtel de ville de la ville vaudoise de Payerne, en Suisse.

## Histoire
La maison a été construite entre 1564 à 1576 à côté de l'abbatiale pour servir d'hôtel de ville. En 1964, à la suite de la construction du nouvel édifice communal.
Le bâtiment est inscrit comme bien culturel suisse d'importance nationale. Bâti dans un style Renaissance, il est particulièrement remarquable par les peintures murales exécutées par Humbert Mareschet en 1576 et représentant différentes scènes de justice, parmi lesquelles les histoires de David et Goliath et le jugement de Salomon.